# Pontaumur
Pontaumur ist eine französische Gemeinde mit 659 Einwohnern (Stand 1. Januar 2022) im Département Puy-de-Dôme in der Region Auvergne-Rhône-Alpes. Sie gehört zum Arrondissement Riom im Kanton Saint-Ours.

## Lage
Der Ort liegt auf einer Höhe zwischen 525 und 755 m am Fluss Sioulet, an der Einmündung seiner Zuflüsse Bessanton (von rechts) und Saunade (von links). Die Route départementale 941, die die Auvergne von West nach Ost durchquert, verbindet nach Osten mit der Autoroute A89/Europastraße 70 und weiter mit Clermont-Ferrand.

## Bevölkerungsentwicklung
| Jahr                       | 1968 | 1975 | 1982 | 1990 | 1999 | 2006 | 2016 |
| Einwohner                  | 813  | 866  | 906  | 859  | 769  | 761  | 659  |
| Quellen: Cassini und INSEE |      |      |      |      |      |      |      |

## Sehenswürdigkeiten
Die Kirche erhielt 2004 eine neue Orgel aus der Werkstatt des Orgelbauers François Delhumeau aus Baboneix bei La Chaussade im Limousin, die dieser auf Initiative des Organisators des Bachfestivals in den Combrailles, Jean-Marc Thiallier, als Replik der Wender-Orgel in der Bach-Kirche Arnstadt konstruierte.

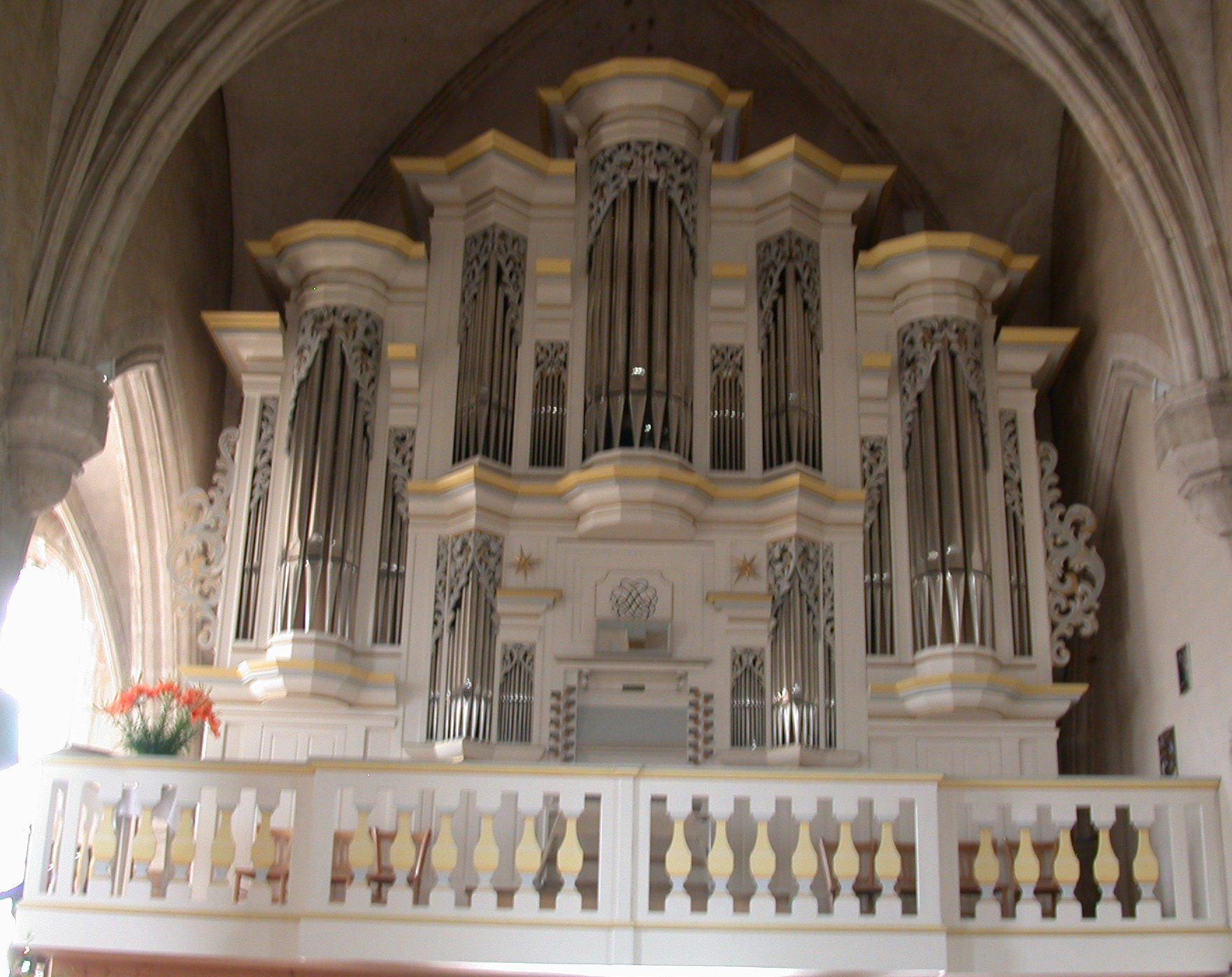
Orgel von Delhumeau
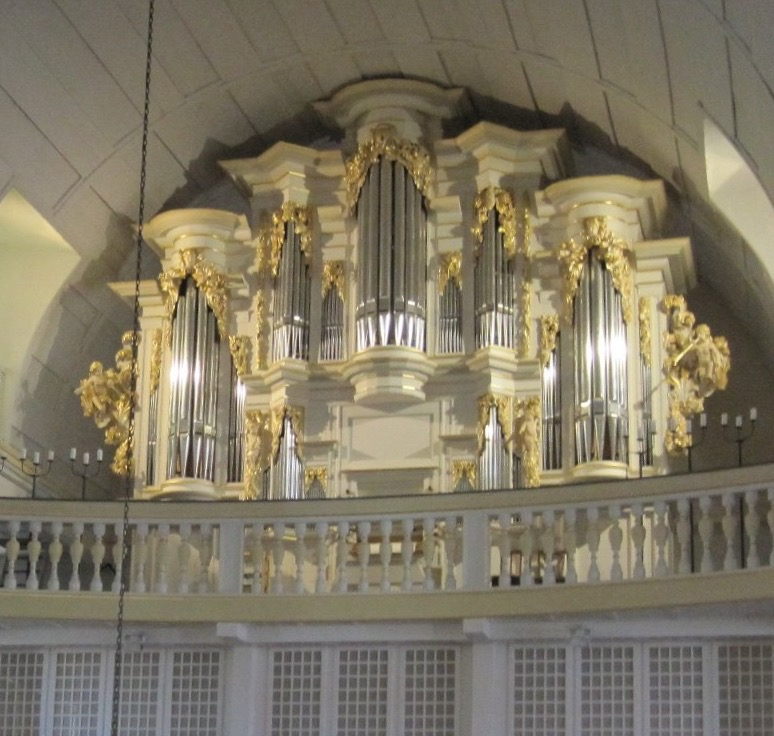
Wender-Orgel, Arnstadt

## Infrastruktur
Der Ort hat Polizeistation und Post sowie ein Collège und das Lycée Professionnel Agricole des Combrailles. 

## Wirtschaft
Der Ort lebt von Landwirtschaft aber auch vom Tourismus.

## Sport
Im Jahr 2023 führte die Tour de France auf der 9. Etappe durch Pontaumur. Auf der D941 wurde bei Montglandier mit der Côte de Pontaumur (734 m) eine Bergwertung der 3. Kategorie abgenommen. Diese sicherte sich der US-Amerikaner Neilson Powless.

## Partnergemeinde
Pontaumur ist verbunden mit der Ortsgemeinde Niederwerth am Rhein. Im Ort ist eine Straße nach der Partnergemeinde benannt.